# Llista del molibdè

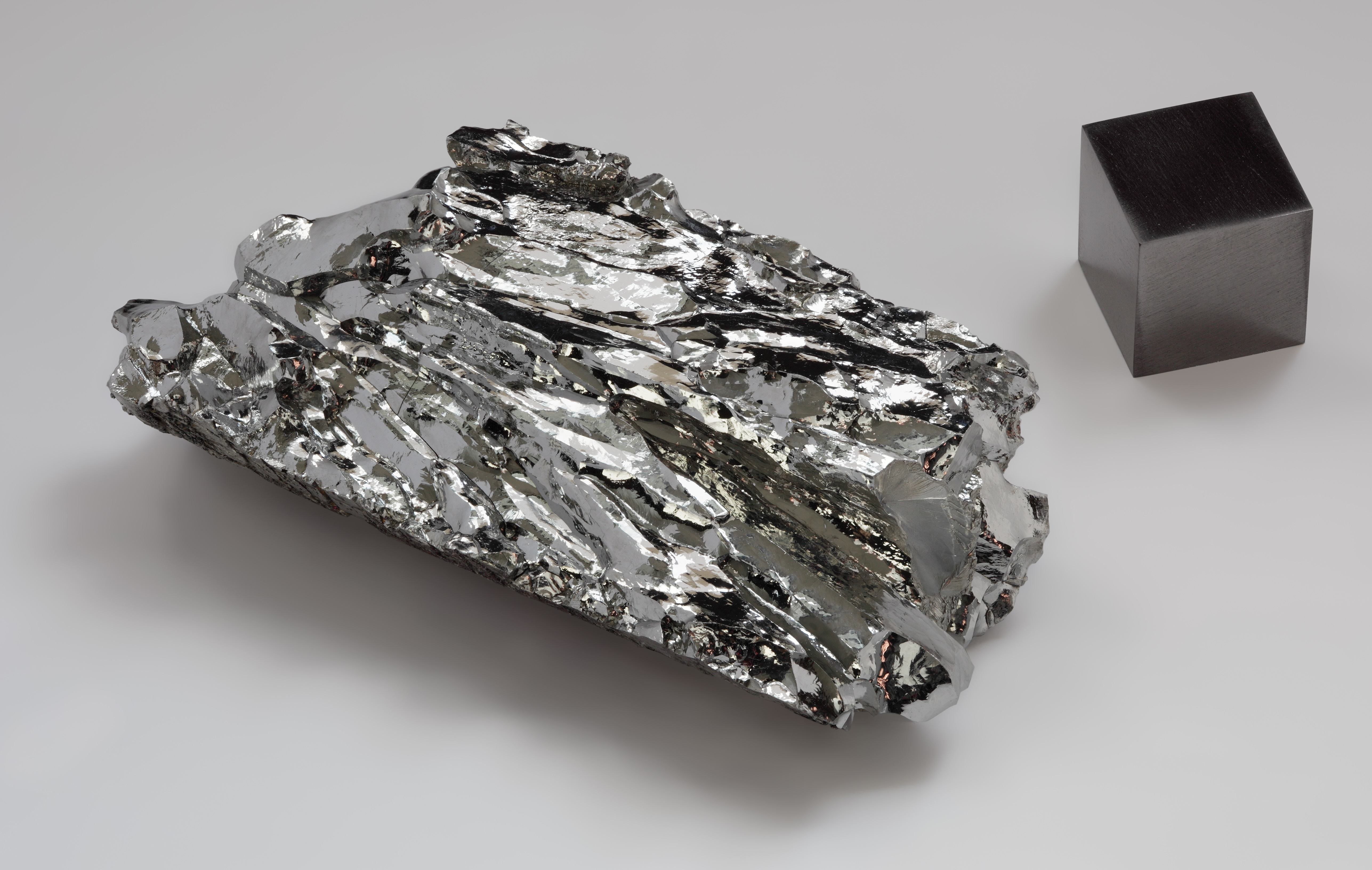
Fragment i cub de molibdè

La denominada «llista del molibdè» (lista del molibdeno, en italià) era un llistat de demandes de matèries primeres i material de guerra que Benito Mussolini va enviar a l'Alemanya d'Adolf Hitler com a condició per a l'entrada d'Itàlia a la Segona Guerra Mundial.
El llistat va adoptar aquesta denominació a partir d'un comentari fet per l'ambaixador italià a Berlín, Bernardo Attolico; ja que el tonatge de molibdè sol·licitat superava tota la producció mundial de l'època, la qual cosa deixava clar que la llista no era més que un pretext per evitar l'entrada d'Itàlia a la guerra. La redacció es va dur a terme durant una reunió celebrada al Palazzo Venezia el dissabte 26 d'agost de 1939, entre Mussolini i els caps de l'Estat Major de les forces armades italianes. Va ser enviada a l'ambaixador italià a Berlín aquest mateix dia, qui al seu torn la va lliurar al ministre d'Afers Exteriors alemany, Joachim von Ribbentrop.